# Sison sylvaticum
Sison sylvaticum är en flockblommig växtart som beskrevs av Felix de Silva Avellar Brotero. Sison sylvaticum ingår i släktet höstpersiljor, och familjen flockblommiga växter. Inga underarter finns listade i Catalogue of Life.